# Jerry Carl
Jerry Lee Carl, né le 17 juin 1958 à Mobile (Alabama), est un homme politique américain. Membre du Parti républicain, il est élu pour l'Alabama à la Chambre des représentants entre 2021 et 2025.

## Biographie

### Carrière professionnelle et débuts en politique
Jerry Carl est originaire de Mobile dans le sud de l'Alabama. Espérant travailler dans la sylviculture, il entre à l'université mais finit par abandonner pour gagner sa vie, en exerçant divers métiers. Il dirige par la suite plusieurs sociétés, notamment dans le domaine des équipements médiaux, de l'immobilier et du bois.
En novembre 2012, il est élu au sein de la commission du comté de Mobile face au démocrate Terrence Burrell Sr.,, après avoir facilement battu le sortant Mike Dean lors de la primaire républicaine d'avril,. Il représente le 3e district, qui comprend le sud du comté, après avoir fait campagne pour réduire la taille du gouvernement et la bureaucratie. En 2016, il remporte la nomination républicaine de justesse en réunissant 52 % des voix face à Margie Wilcox, membre de la Chambre des représentants de l'Alabama, puis est réélu en novembre. Il préside la commission à partir de 2019, le poste de président étant partagé à tour de rôle entre les trois commissaires du comté.

### Représentant des États-Unis
Lors des élections de 2020, Jerry Carl se présente à la Chambre des représentants des États-Unis dans le 1er district de l'Alabama, autour de Mobile. Il entend succéder à un autre républicain, Bradley Byrne, qui est candidat au Sénat. Soutenu par plusieurs associations d'entreprises, dont la Chambre de commerce des États-Unis, Jerry Carl dépense environ 700 000 dollars de sa fortune personnelle à l'appui de sa candidature. En mars 2020, il arrive en tête du premier tour de la primaire républicaine avec environ 39 % des voix, devant le sénateur Bill Hightower (37 %) et le représentant d'État Chris Pringle (19 %). Après avoir reçu le soutien de Byrne, il remporte le second tour de la primaire en juillet avec 52,3 % des suffrages, devenant le favori de l'élection de novembre face au démocrate James Averhart. La circonscription est en effet républicaine depuis plus de 60 ans. Le 3 novembre 2020, il est élu représentant des États-Unis avec près de 65 % des voix. Il est reconduit à son poste lors des élections de novembre 2022. Candidat à un nouveau mandat, il est cependant battu lors de la primaire républicaine le 5 mars 2024 par Barry Moore, représentant sortant du 2e district de l'Alabama.